# Kinistino (circonscription saskatchewanaise)
Pour les articles homonymes, voir Kinistino.
Circonscription électorale provinciale du Canada
Kinistino était une circonscription électorale provinciale pour l'Assemblée Législative de la province de la Saskatchewan.
Cette circonscription a été l'un des 25 créés pour la 1re élection générale de la Saskatchewan en 1905. Cette circonscription comptait en son sein plusieurs communautés fransaskoises, dont Batoche, Saint-Laurent de Grandin, Bonne Madone, Domremy, Hoey et Saint-Louis, et donc une grande proportion de francophones.  Cela a permis à cette circonscription d'élire les députés fransaskois Jean-Henri Begrand, Arthur Thibault, Bernard Boutin et Armand Roy.
Dissous et combiné avec la circonscription de Melfort en 1971, elle fut reconstituée avant les 18e élections générales saskatchewanaise en 1975. Son territoire fait maintenant partie des circonscriptions de Batoche, Melfort et Saskatchewan Rivers.

## Géographie
Située dans le centre-nord de la Saskatchewan, elle est centrée sur la ville de Kinistino.

## Liste des députés
| Parlement                                                                                                  | Années    | Député                          | Député                      | Parti                     |
| Kinistino                                                                                                  | Kinistino | Kinistino                       | Kinistino                   | Kinistino                 |
| --- | --------- | ------------------------------- | --------------------------- | ------------------------- |
| 1re | 1905–1908 |                                 | Thomas Sanderson (en)       | Libéral                   |
| 2e | 1908–1912 |                                 | George Balfour Johnson (en) | Provincial Rights (en)    |
| 3e | 1912–1916 |                                 | Edward Devline              | Libéral                   |
| 3e | 1916-1917 | Charles Avery Dunning           |                             | Libéral                   |
| 4e | 1917–1921 | John Richard Parish Taylor (en) |                             | Libéral                   |
| 5e | 1921–1925 | John Richard Parish Taylor (en) |                             | Libéral                   |
| 6e | 1925–1929 | Charles McIntosh (en)           |                             | Libéral                   |
| 7e | 1929–1933 | Charles McIntosh (en)           |                             | Libéral                   |
| 7e | 1933-1934 | John Richard Parish Taylor (en) |                             | Libéral                   |
| 8e | 1934–1938 | John Richard Parish Taylor (en) |                             | Libéral                   |
| 9e | 1938–1944 | John Richard Parish Taylor (en) |                             | Libéral                   |
| 10e | 1944–1948 |                                 | William James Boyle (en)    | CCF                       |
| 11e | 1948–1952 |                                 | William Carlton Woods (en)  | Libéral                   |
| 12e | 1952–1956 |                                 | Jean-Henri Begrand          | CCF                       |
| 13e | 1956–1959 |                                 | Jean-Henri Begrand          | CCF                       |
| 13e | 1959-1960 |                                 | Arthur Joseph Thibault      | Néo-démocrate             |
| 14e | 1960–1964 |                                 | Arthur Joseph Thibault      | Néo-démocrate             |
| 15e | 1964–1967 |                                 | Arthur Joseph Thibault      | Néo-démocrate             |
| 16e | 1967–1971 |                                 | Arthur Joseph Thibault      | Néo-démocrate             |
| Circonscription fusionné à Melfort pour former Melfort-Kinistino                                           |           |                                 |                             |                           |
| Circonscription issue de Melfort-Kinistino                                                                 |           |                                 |                             |                           |
| 18e | 1975–1978 |                                 | Arthur Joseph Thibault      | Néo-démocrate             |
| 19e | 1978–1982 | Don Cody                        |                             | Néo-démocrate             |
| 20e | 1982–1986 |                                 | Bernard Boutin              | Progressiste-conservateur |
| 21e | 1986–1991 | Josef Saxinger (en)             |                             | Progressiste-conservateur |
| 22e | 1991–1995 |                                 | Armand Roy                  | Néo-démocrate             |
| Circonscription redistribuée parmi Saskatchewan Rivers, Melfort-Tisdale, Humboldt et Prince Albert Carlton |           |                                 |                             |                           |

## Résultats électoraux
Kinistino (1975-1995)

Kinistino (1905-1971)